# Список астероїдів (100001—100100)
| Назва                                    | Тимчасове позначення | Дата відкриття    | Місце відкриття                | Відкривач                    |
| ---------------------------------------- | -------------------- | ----------------- | ------------------------------ | ---------------------------- |
| (100001) 1982 UC3                        | 1982 UC3             | 20 жовтня 1982    | Обсерваторія Кітт-Пік          | Ґреґорі Алдерін              |
| (100002) 1983 QC1                        | 1983 QC1             | 30 серпня 1983    | Паломарська обсерваторія       | Джеймс Ґібсон                |
| (100003) 1983 RN3                        | 1983 RN3             | 1 вересня 1983    | Обсерваторія Ла-Сілья          | Анрі Дебеонь                 |
| (100004) 1983 VA                         | 1983 VA              | 1 листопада 1983  | IRAS                           | IRAS                         |
| (100005) 1986 RY                         | 1986 RY              | 6 вересня 1986    | Паломарська обсерваторія       | Е. Гелін                     |
| (100006) 1987 DA7                        | 1987 DA7             | 28 лютого 1987    | Обсерваторія Ла-Сілья          | Анрі Дебеонь                 |
| (100007) 1988 CP4                        | 1988 CP4             | 13 лютого 1988    | Обсерваторія Ла-Сілья          | Ерік Вальтер Ельст           |
| (100008) 1988 QZ                         | 1988 QZ              | 16 серпня 1988    | Паломарська обсерваторія       | Керолін Шумейкер             |
| (100009) 1988 RQ4                        | 1988 RQ4             | 1 вересня 1988    | Обсерваторія Ла-Сілья          | Анрі Дебеонь                 |
| (100010) 1988 RN12                       | 1988 RN12            | 14 вересня 1988   | Обсерваторія Серро Тололо      | Ш. Дж. Бас                   |
| (100011) 1988 VE3                        | 1988 VE3             | 11 листопада 1988 | Обсерваторія Кушіро            | Сейджі Уеда, Хіроші Канеда   |
| (100012) 1989 BC1                        | 1989 BC1             | 25 січня 1989     | Обсерваторія Клеть             | Антонін Мркос                |
| (100013) 1989 CD3                        | 1989 CD3             | 4 лютого 1989     | Обсерваторія Ла-Сілья          | Ерік Вальтер Ельст           |
| (100014) 1989 SR4                        | 1989 SR4             | 26 вересня 1989   | Обсерваторія Ла-Сілья          | Ерік Вальтер Ельст           |
| (100015) 1989 SR7                        | 1989 SR7             | 28 вересня 1989   | Паломарська обсерваторія       | Керолін Шумейкер             |
| (100016) 1989 SD8                        | 1989 SD8             | 28 вересня 1989   | Паломарська обсерваторія       | Керолін Шумейкер             |
| (100017) 1989 TN2                        | 1989 TN2             | 3 жовтня 1989     | Обсерваторія Серро Тололо      | Ш. Дж. Бас                   |
| (100018) 1989 TA5                        | 1989 TA5             | 7 жовтня 1989     | Обсерваторія Ла-Сілья          | Ерік Вальтер Ельст           |
| 100019 Ґреґоріанік (Gregorianik)         | 1989 UO7             | 23 жовтня 1989    | Обсерваторія Карла Шварцшильда | Ф. Бернґен                   |
| (100020) 1990 QH4                        | 1990 QH4             | 23 серпня 1990    | Паломарська обсерваторія       | Генрі Гольт                  |
| (100021) 1990 QV7                        | 1990 QV7             | 16 серпня 1990    | Обсерваторія Ла-Сілья          | Ерік Вальтер Ельст           |
| (100022) 1990 SG5                        | 1990 SG5             | 22 вересня 1990   | Обсерваторія Ла-Сілья          | Ерік Вальтер Ельст           |
| (100023) 1990 SH5                        | 1990 SH5             | 22 вересня 1990   | Обсерваторія Ла-Сілья          | Ерік Вальтер Ельст           |
| (100024) 1990 SW6                        | 1990 SW6             | 22 вересня 1990   | Обсерваторія Ла-Сілья          | Ерік Вальтер Ельст           |
| (100025) 1990 SY6                        | 1990 SY6             | 22 вересня 1990   | Обсерваторія Ла-Сілья          | Ерік Вальтер Ельст           |
| (100026) 1990 ST9                        | 1990 ST9             | 22 вересня 1990   | Обсерваторія Ла-Сілья          | Ерік Вальтер Ельст           |
| 100027 Ганнаарендт (Hannaharendt)        | 1990 TR3             | 12 жовтня 1990    | Обсерваторія Карла Шварцшильда | Ф. Бернґен, Лутц Шмадель     |
| (100028) 1990 TZ9                        | 1990 TZ9             | 10 жовтня 1990    | Обсерваторія Карла Шварцшильда | Ф. Бернґен, Лутц Шмадель     |
| 100029 Фарнгаґен (Varnhagen)             | 1990 TQ10            | 10 жовтня 1990    | Обсерваторія Карла Шварцшильда | Ф. Бернґен, Лутц Шмадель     |
| (100030) 1990 WN1                        | 1990 WN1             | 18 листопада 1990 | Обсерваторія Ла-Сілья          | Ерік Вальтер Ельст           |
| (100031) 1991 FM2                        | 1991 FM2             | 20 березня 1991   | Обсерваторія Ла-Сілья          | Анрі Дебеонь                 |
| (100032) 1991 GU6                        | 1991 GU6             | 8 квітня 1991     | Обсерваторія Ла-Сілья          | Ерік Вальтер Ельст           |
| 100033 Тезе (Taize)                      | 1991 GV10            | 9 квітня 1991     | Обсерваторія Карла Шварцшильда | Ф. Бернґен                   |
| (100034) 1991 PN1                        | 1991 PN1             | 2 серпня 1991     | Обсерваторія Ла-Сілья          | Ерік Вальтер Ельст           |
| (100035) 1991 PO8                        | 1991 PO8             | 5 серпня 1991     | Паломарська обсерваторія       | Генрі Гольт                  |
| (100036) 1991 PM14                       | 1991 PM14            | 6 серпня 1991     | Паломарська обсерваторія       | Генрі Гольт                  |
| (100037) 1991 RM                         | 1991 RM              | 4 вересня 1991    | Паломарська обсерваторія       | Е. Гелін                     |
| (100038) 1991 RD13                       | 1991 RD13            | 13 вересня 1991   | Паломарська обсерваторія       | Генрі Гольт                  |
| (100039) 1991 RO16                       | 1991 RO16            | 15 вересня 1991   | Паломарська обсерваторія       | Генрі Гольт                  |
| (100040) 1991 RQ17                       | 1991 RQ17            | 11 вересня 1991   | Паломарська обсерваторія       | Генрі Гольт                  |
| (100041) 1991 RJ28                       | 1991 RJ28            | 8 вересня 1991    | Обсерваторія Кітт-Пік          | Spacewatch                   |
| (100042) 1991 SJ2                        | 1991 SJ2             | 16 вересня 1991   | Паломарська обсерваторія       | Генрі Гольт                  |
| (100043) 1991 SE3                        | 1991 SE3             | 29 вересня 1991   | Обсерваторія Кітт-Пік          | Spacewatch                   |
| (100044) 1991 TX                         | 1991 TX              | 1 жовтня 1991     | Обсерваторія Сайдинг-Спрінг    | Роберт МакНот                |
| (100045) 1991 TK1                        | 1991 TK1             | 5 жовтня 1991     | Паломарська обсерваторія       | Керолін Шумейкер             |
| (100046) 1991 TT6                        | 1991 TT6             | 2 жовтня 1991     | Обсерваторія Карла Шварцшильда | Ф. Бернґен, Лутц Шмадель     |
| 100047 Леобек (Leobaeck)                 | 1991 TU6             | 2 жовтня 1991     | Обсерваторія Карла Шварцшильда | Ф. Бернґен, Лутц Шмадель     |
| (100048) 1991 TE14                       | 1991 TE14            | 2 жовтня 1991     | Паломарська обсерваторія       | С. де Сен-Енян               |
| 100049 Сезаранн (Cesarann)               | 1991 TD15            | 6 жовтня 1991     | Паломарська обсерваторія       | Ендрю Лов                    |
| 100050 Карлосгернандез (Carloshernandez) | 1991 TR15            | 6 жовтня 1991     | Паломарська обсерваторія       | Ендрю Лов                    |
| 100051 Девідернандес (Davidhernandez)    | 1991 TC16            | 6 жовтня 1991     | Паломарська обсерваторія       | Ендрю Лов                    |
| (100052) 1991 VP5                        | 1991 VP5             | 7 листопада 1991  | Паломарська обсерваторія       | Керолін Шумейкер             |
| (100053) 1992 AR2                        | 1992 AR2             | 2 січня 1992      | Обсерваторія Кітт-Пік          | Spacewatch                   |
| (100054) 1992 BG4                        | 1992 BG4             | 29 січня 1992     | Обсерваторія Кітт-Пік          | Spacewatch                   |
| (100055) 1992 BK4                        | 1992 BK4             | 29 січня 1992     | Обсерваторія Кітт-Пік          | Spacewatch                   |
| (100056) 1992 DZ3                        | 1992 DZ3             | 29 лютого 1992    | Обсерваторія Кітт-Пік          | Spacewatch                   |
| (100057) 1992 DE10                       | 1992 DE10            | 29 лютого 1992    | Обсерваторія Ла-Сілья          | UESAC                        |
| (100058) 1992 EH                         | 1992 EH              | 5 березня 1992    | Обсерваторія Кітт-Пік          | Spacewatch                   |
| (100059) 1992 EE4                        | 1992 EE4             | 1 березня 1992    | Обсерваторія Ла-Сілья          | UESAC                        |
| (100060) 1992 ET4                        | 1992 ET4             | 1 березня 1992    | Обсерваторія Ла-Сілья          | UESAC                        |
| (100061) 1992 EL5                        | 1992 EL5             | 1 березня 1992    | Обсерваторія Ла-Сілья          | UESAC                        |
| (100062) 1992 EH9                        | 1992 EH9             | 2 березня 1992    | Обсерваторія Ла-Сілья          | UESAC                        |
| (100063) 1992 EY13                       | 1992 EY13            | 2 березня 1992    | Обсерваторія Ла-Сілья          | UESAC                        |
| (100064) 1992 EL20                       | 1992 EL20            | 1 березня 1992    | Обсерваторія Ла-Сілья          | UESAC                        |
| (100065) 1992 ES25                       | 1992 ES25            | 8 березня 1992    | Обсерваторія Ла-Сілья          | UESAC                        |
| (100066) 1992 EV25                       | 1992 EV25            | 8 березня 1992    | Обсерваторія Ла-Сілья          | UESAC                        |
| (100067) 1992 EY26                       | 1992 EY26            | 2 березня 1992    | Обсерваторія Ла-Сілья          | UESAC                        |
| (100068) 1992 EH28                       | 1992 EH28            | 8 березня 1992    | Обсерваторія Ла-Сілья          | UESAC                        |
| (100069) 1992 ED29                       | 1992 ED29            | 2 березня 1992    | Обсерваторія Ла-Сілья          | UESAC                        |
| (100070) 1992 EX29                       | 1992 EX29            | 3 березня 1992    | Обсерваторія Ла-Сілья          | UESAC                        |
| (100071) 1992 ET30                       | 1992 ET30            | 1 березня 1992    | Обсерваторія Ла-Сілья          | UESAC                        |
| (100072) 1992 EY30                       | 1992 EY30            | 1 березня 1992    | Обсерваторія Ла-Сілья          | UESAC                        |
| (100073) 1992 EV31                       | 1992 EV31            | 1 березня 1992    | Обсерваторія Ла-Сілья          | UESAC                        |
| (100074) 1992 OB2                        | 1992 OB2             | 26 липня 1992     | Обсерваторія Ла-Сілья          | Ерік Вальтер Ельст           |
| (100075) 1992 PS1                        | 1992 PS1             | 8 серпня 1992     | Коссоль                        | Ерік Вальтер Ельст           |
| (100076) 1992 PT1                        | 1992 PT1             | 8 серпня 1992     | Коссоль                        | Ерік Вальтер Ельст           |
| 100077 Тертжакіан (Tertzakian)           | 1992 PZ6             | 7 серпня 1992     | Паломарська обсерваторія       | Ендрю Лов                    |
| (100078) 1992 RZ2                        | 1992 RZ2             | 2 вересня 1992    | Обсерваторія Ла-Сілья          | Ерік Вальтер Ельст           |
| (100079) 1992 RZ4                        | 1992 RZ4             | 2 вересня 1992    | Обсерваторія Ла-Сілья          | Ерік Вальтер Ельст           |
| (100080) 1992 RY6                        | 1992 RY6             | 2 вересня 1992    | Обсерваторія Ла-Сілья          | Ерік Вальтер Ельст           |
| (100081) 1992 SU8                        | 1992 SU8             | 27 вересня 1992   | Обсерваторія Кітт-Пік          | Spacewatch                   |
| (100082) 1992 SA10                       | 1992 SA10            | 27 вересня 1992   | Обсерваторія Кітт-Пік          | Spacewatch                   |
| (100083) 1992 SA13                       | 1992 SA13            | 30 вересня 1992   | Обсерваторія Кітамі            | Кін Ендате, Кадзуро Ватанабе |
| (100084) 1992 SY13                       | 1992 SY13            | 26 вересня 1992   | Обсерваторія Карла Шварцшильда | Ф. Бернґен, Лутц Шмадель     |
| (100085) 1992 UY4                        | 1992 UY4             | 25 жовтня 1992    | Паломарська обсерваторія       | Керолін Шумейкер             |
| (100086) 1992 UG7                        | 1992 UG7             | 18 жовтня 1992    | Обсерваторія Кітт-Пік          | Spacewatch                   |
| (100087) 1993 BW9                        | 1993 BW9             | 22 січня 1993     | Обсерваторія Кітт-Пік          | Spacewatch                   |
| (100088) 1993 DC                         | 1993 DC              | 18 лютого 1993    | Обсерваторія Кітт-Пік          | Spacewatch                   |
| (100089) 1993 FW2                        | 1993 FW2             | 23 березня 1993   | Обсерваторія Кітт-Пік          | Spacewatch                   |
| (100090) 1993 FX5                        | 1993 FX5             | 17 березня 1993   | Обсерваторія Ла-Сілья          | UESAC                        |
| (100091) 1993 FT6                        | 1993 FT6             | 17 березня 1993   | Обсерваторія Ла-Сілья          | UESAC                        |
| (100092) 1993 FK8                        | 1993 FK8             | 17 березня 1993   | Обсерваторія Ла-Сілья          | UESAC                        |
| (100093) 1993 FL10                       | 1993 FL10            | 17 березня 1993   | Обсерваторія Ла-Сілья          | UESAC                        |
| (100094) 1993 FJ13                       | 1993 FJ13            | 17 березня 1993   | Обсерваторія Ла-Сілья          | UESAC                        |
| (100095) 1993 FN13                       | 1993 FN13            | 17 березня 1993   | Обсерваторія Ла-Сілья          | UESAC                        |
| (100096) 1993 FG18                       | 1993 FG18            | 17 березня 1993   | Обсерваторія Ла-Сілья          | UESAC                        |
| (100097) 1993 FK19                       | 1993 FK19            | 17 березня 1993   | Обсерваторія Ла-Сілья          | UESAC                        |
| (100098) 1993 FZ19                       | 1993 FZ19            | 17 березня 1993   | Обсерваторія Ла-Сілья          | UESAC                        |
| (100099) 1993 FG21                       | 1993 FG21            | 21 березня 1993   | Обсерваторія Ла-Сілья          | UESAC                        |
| (100100) 1993 FB25                       | 1993 FB25            | 21 березня 1993   | Обсерваторія Ла-Сілья          | UESAC                        |